# Lady Audley's Secret (film 1915)
Lady Audley's Secret è un film muto del 1915 diretto da Marshall Farnum e girato nel New Jersey.  Il film è conosciuto anche con il titolo Secrets of Society. La pellicola viene considerata perduta.
Il romanzo di Mary Elizabeth Braddon, che era già stato portato sullo schermo nel 1912 da Herbert Brenon con Lady Audley's Secret), era stato pubblicato a puntate sui giornali britannici Robin Goodfellow e Sixpenny Magazine.
Nello stesso anno, il 1915, uscì un altro cortometraggio USA dallo stesso titolo, Lady Audley’s Secret di autore sconosciuto, anche questo presumibilmente perduto.

## Trama
Dopo che suo marito George parte improvvisamente per l'Australia in cerca di lavoro, Helen Talboys, ignara della sua sorte, presume che egli l'abbia abbandonata e si sposa con un aristocratico, diventando Lady Audley.
La sua cameriera, che le somiglia molto, muore e lei se ne approfitta, facendo passare la morta come Helen Talboys, in modo da evitare in futuro qualsiasi eventuale accusa di bigamia. 

George, però, ritorna. In Australia ha fatto fortuna come cercatore d'oro e adesso è un signore abbiente.
Per caso, incontra la moglie nella villa del figliastro di lei: lì, i due hanno una lite. George è determinato a riprendersi la moglie, questa si rifiuta. Nella lotta che ne segue, George cade in un pozzo, dove la moglie lo lascia come morto, fuggendosene via.
I suoi timori, adesso, sono che qualcuno possa scoprire la verità. Penetra nell'appartamento del figliastro dove cerca alcune lettere che lei aveva scritto a George e le ruba.
Ma la coscienza sporca comincia a tormentarla, ha i nervi a fior di pelle. Quando vede apparire George - che, ovviamente, non è morto ma è stato salvato dal cocchiere - terrorizzata, cade a terra morta, uccisa dallo spavento.

## Produzione
Prodotto dalla Fox Film Corporation, il film venne girato nel New Jersey.

## Distribuzione
Distribuito dalla Fox Film Corporation, il film uscì nelle sale il 4 agosto 1915.